# Xã Long Lake, Quận Burleigh, Bắc Dakota
Xã Long Lake (tiếng Anh: Long Lake Township) là một xã thuộc quận Burleigh, tiểu bang Bắc Dakota, Hoa Kỳ. Năm 2010, dân số của xã này là 103 người.